# Beaver Dam (Kentucky)
Beaver Dam es una ciudad ubicada en el condado de Ohio en el estado estadounidense de Kentucky. En el Censo de 2010 tenía una población de 3409 habitantes y una densidad poblacional de 526,49 personas por km².

## Geografía
Beaver Dam se encuentra ubicada en las coordenadas 37°24′26″N 86°52′40″O / 37.40722, -86.87778. Según la Oficina del Censo de los Estados Unidos, Beaver Dam tiene una superficie total de 6.47 km², de la cual 6.47 km² corresponden a tierra firme y (0%) 0 km² es agua.

## Demografía
Según el censo de 2010, había 3409 personas residiendo en Beaver Dam. La densidad de población era de 526,49 hab./km². De los 3409 habitantes, Beaver Dam estaba compuesto por el 88.47% blancos, el 2.29% eran afroamericanos, el 0.35% eran amerindios, el 0.65% eran asiáticos, el 0.12% eran isleños del Pacífico, el 6.39% eran de otras razas y el 1.73% pertenecían a dos o más razas. Del total de la población el 14.78% eran hispanos o latinos de cualquier raza.